# Edmondo Fabbri
Pour les articles homonymes, voir Fabbri.
Edmondo Fabbri, né le 16 novembre 1921 à Castel Bolognese, dans la province de Ravenne, en Émilie-Romagne, et mort le 8 juillet 1995 à Castel San Pietro Terme, est un ancien joueur et entraîneur de football italien.

## Biographie
Edmondo Fabbri a entraîné la sélection nationale italienne de 1962 à 1966. Ses statistiques à la tête de l'équipe nationale sont les suivantes : 18 victoires, 6 nuls et 5 défaites.
Durant sa carrière de joueur, il a évolué à l'Atalanta Bergame, l'Inter Milan et la Sampdoria de Gênes, puis au Brescia Calcio et enfin au Parme Football Club. Outre l'équipe d'Italie, il a entraîné les clubs suivants : le Mantova Calcio, le Torino Football Club, le Bologne Football Club, le Ternana Calcio, la Reggiana Associazione Calcio et l'AC Pistoiese.

## Palmarès

### En tant que joueur
- Serie C :
  - Champion : 1954.

### En tant qu'entraîneur
- Serie C :
  - Champion : 1959.

- Interregionale :
  - Champion : 1959.

- Coupe d'Italie :
  - Vainqueur : 1968 et 1970.

- Coupe de la Ligue anglo-italienne :
  - Vainqueur : 1970.

### Récompenses individuelles
- Seminatore d'oro en 1962.